# Arthur Murphy
Pour les articles homonymes, voir Murphy.
Ne doit pas être confondu avec Art Murphy.
Arthur Murphy (27 décembre 1727 – 18 juin 1805), connu également sous le pseudonyme de Charles Ranger, est un juriste, écrivain et dramaturge irlandais.

## Biographie
Né à Clooniquin, Comté de Roscommon, Irlande, il est le fils de Richard Murphy et de Jane French. Avocat, journaliste, acteur et dramaturge, il dirige le Gray Inn Journal entre 1752 et 1754. En tant que plus vieil et plus cher ami de Henry Thrale, il présente Samuel Johnson aux Thrale en janvier 1765. Il est nommé commissaire à la banqueroute en 1803. Arthur Murphy est plus particulièrement connu pour trois biographies : son An Essay on the Life and Genius of Samuel Johnson de 1792, son Fielding's Works de 1762, et son Life of David Garrick de 1801.
On pense que ce serait Arthur Murphy qui serait à l'origine du terme juridique anglo-saxon, wilful misconstruction (« interprétation erronée volontaire »), lorsqu'il va en appel dans l'affaire Donaldson contre Becket devant la Chambre des lords en 1774, pour s'élever contre la propriété perpétuelle du copyright. 
Il meurt 18 juin 1805 à Knightsbridge, à Londres, et est enterré à Hammersmith, à Londres.
Une biographie de lui est écrite en 1811 par le docteur Jesse Foote. Nathaniel Dance peint son portrait, que l'on pense être aujourd'hui au Irish National Portrait Collection.

## Œuvres

### Théâtre

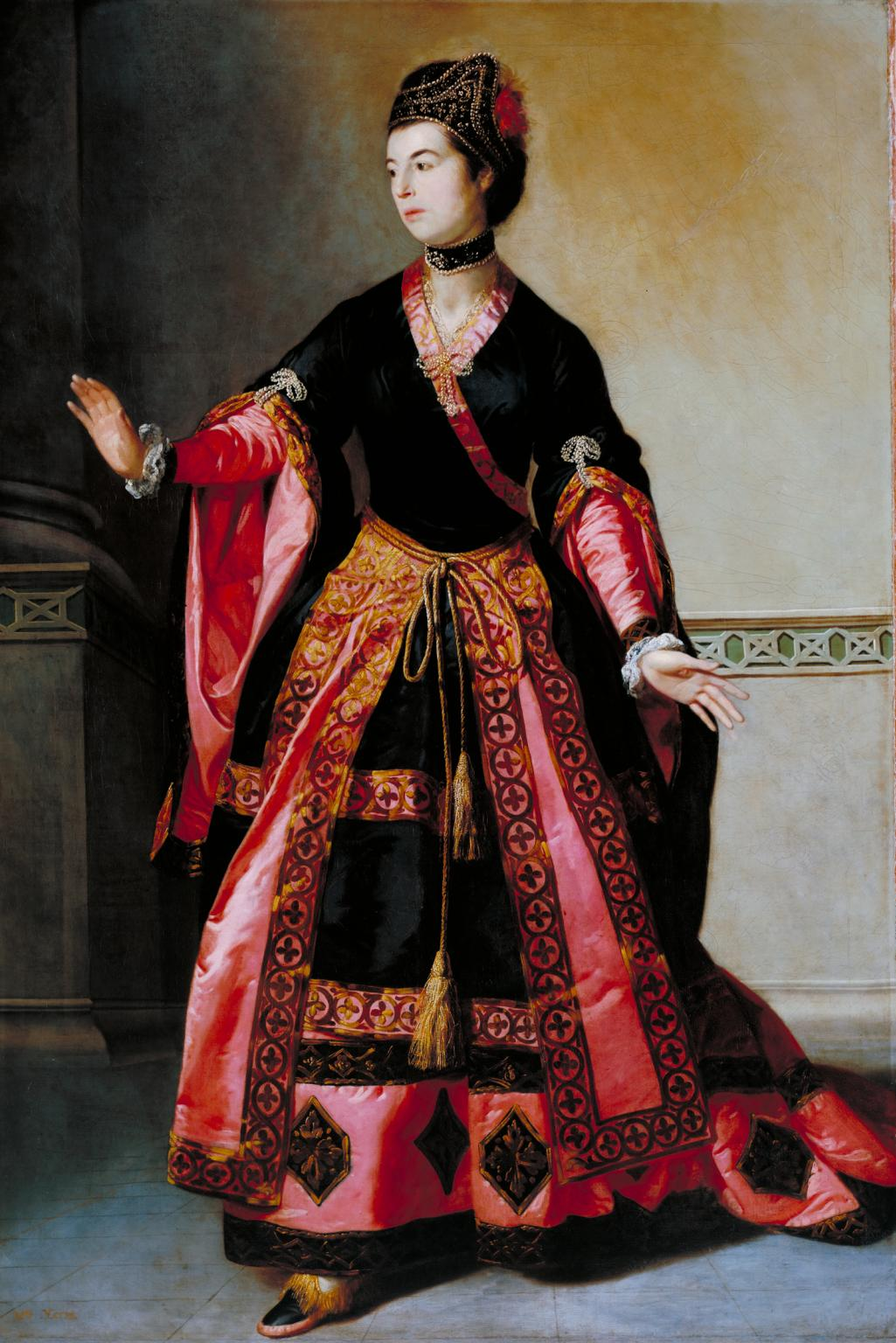
Mary Ann Yates dans le rôle de Mandane, The Orphan of China, par Tilly Kettle (1765), Tate Britain

Toutes les dates se réfèrent à la première production de la pièce, à moins qu'il n'en soit spécifié autrement.
- The Apprentice (1756)
- The Upholsterer (1758)
- The Orphan of China (1759), tragédie (traduction de L'Orphelin de la Chine (1755) de Voltaire, inspirée de la traduction de L'Orphelin de la famille Zhao)
- The Way to Keep Him (1760), comédie
- The Desert Island (1760), poème dramatique
- The Citizen (1761)
- All in the Wrong (1761), comédie, adaptation de Sganarelle ou le Cocu imaginaire[2]
- The Old Maid (1761)
- No One's Enemy But His Own (1764)
- Three Weeks After Marriage (1764)
- The Choice (1764)
- The School for Guardians (1767)
- Zenobia (1768), Tragedy
- The Grecian Daughter (1772), tragédie
- Alzuma (1773), tragédie
- News from Parnassus, A Prelude (1776)
- Know Your Own Mind (1777), comédie
- The Rival Sisters (écrit en 1783), tragédie

### Biographies
- Fielding's Works (1762)
- An Essay on the Life and Genius of Samuel Johnson (1792)
- Life of David Garrick (1801)